# Ароматичне кільце

Бензен

Нафтален

Аромати́чне кільце́ (рос. ароматическое кольцо, рос. [ароматический цикл], англ. aromatic ring, [cycle]) — плоска циклічна структура, де атоми C (або гетероатоми) зв'язані між собою кон'югованими ненасиченими зв'язками, проміжними за довжиною і деякими іншими характеристиками між подвійним і насиченим внаслідок сильного ефекту кон'югації. При цьому кількість π-електронів, що створюють кільцеву π-електронну оболонку ароматичного ядра, відповідає правилу Гюккеля 4n+2 (де n = 0, 1, 2,…), котре витримується принаймні для моноциклічних систем (n = 0).
Сполуки, які складаються з ароматичних ядер, відзначаються термодинамічною стабільністю.
Описується також резонансними структурами, що містять альтернантні подвійні та одинарні зв'язки, наприклад, бензен.
Синоніми — ароматичне ядро, ароматичний цикл.